# Schwarzbachwacht
Die Schwarzbachwacht, im Volksmund auch „Wachterl“ genannt, ist ein 868 m hoch gelegener Gebirgspass im Forst Taubensee in Ramsau bei Berchtesgaden (Landkreis Berchtesgadener Land) in den Berchtesgadener Alpen, benannt nach dem 500 Meter westlich entspringenden Schwarzbach. Der Namensbestandteil "Wacht" geht auf die Grenzbefestigung zur Zeit der reichsunmittelbaren Fürstpropstei Berchtesgaden zurück.

## Geographie
Der Pass zwischen dem nördlich gelegenen Lattengebirge und der südwestlich gelegenen Reiter Alpe verbindet das Tal des Schwarzbachs, einem Nebental der Saalach in Schneizlreuth, im Nordwesten mit dem Tal des Lattenbachs, einem Nebental der Ramsauer Ache in Ramsau bei Berchtesgaden, im Südosten. Nordöstlich des Schwarzbachwachtsattels befindet sich der Karspitz (1640 m), südwestlich der Edelweißlahnerkopf (1953 m). Über den Sattel, der im Biosphärenreservat Berchtesgaden liegt, bildet die B 305 ein Teilstück der Deutschen Alpenstraße und der Deutschen Ferienroute Alpen-Ostsee.

## Geschichte
Die Schwarzbachwacht bildete eine Grenze der Fürstpropstei Berchtesgaden – daher auch der Namensbestandteil „Wacht“. Nachdem das Gebiet der bis 1803 selbständigen Fürstpropstei nach einigen Wechseln 1810 Teil des Königreichs Bayern wurde, stellte der Pass die wichtigste Verkehrsverbindung ins angrenzende Königreich dar.
Auch die Soleleitung von Berchtesgaden nach Bad Reichenhall, die 1817 erbaut wurde, führte über die Schwarzbachwacht und nicht über den niedrigeren Pass Hallthurm, da dort der Hallthurmer Spitz, ein Gebietsstreifen der bis 1851 zu Österreich gehörte, durchquert werden musste. Danach entwickelte sich der Hallthurm zur ausgebauten Hauptverkehrsverbindung Richtung Bayern. Erst seit 1961 führt auch die neue Soleleitung über den Hallthurm.

### Windwurfschäden durch Kyrill

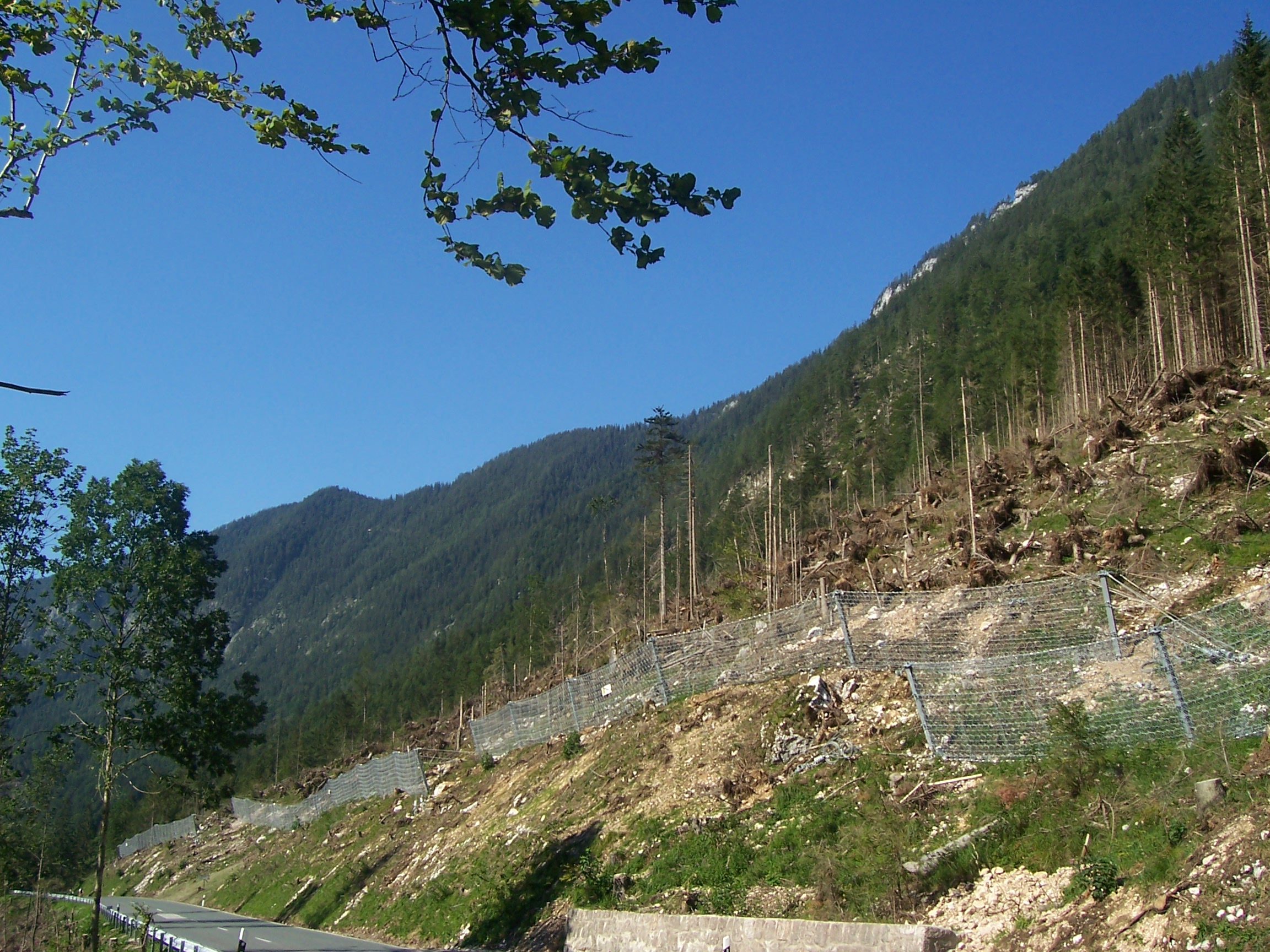
Sturmschäden und Schutzzaun im Bereich Weißwand (B 305)

Die Passstraße war – zwischen dem Gasthof Wachterl (Ramsau) und der Abzweigung nach Oberjettenberg – nach dem Orkan Kyrill vom 18./19. Januar bis 4. Juli 2007 gesperrt, um die großen Windwürfe oberhalb der Straße aufarbeiten zu können. Es dürfte sich dabei um die längste durch Kyrill verursachte Sperre eines Verkehrsweges gehandelt haben. Der Sturm wütete auf ca. 65 ha und zerstörte dabei bis zu 200 Jahre alte Fichtenbestände. Zum größten Teil konnte das Holz nur mit Hilfe von Hubschraubern abtransportiert werden, da das Gelände für Fahrzeuge so gut wie gar nicht zugänglich ist. Zum Schutz vor der durch die Windwürfe vergrößerten Steinschlaggefahr wurde kurz darauf ein Steinschlagschutzzaun errichtet.

## Rezeption
Der Maler Louis Braun hielt den Pass mit Wirtshaus um 1876 auf einem Gemälde fest.